# Hu Wanlin
Hu Wanlin (chinesisch 胡万林, Pinyin Hú Wànlín; * 1949 in Mianyang in der chinesischen Provinz Sichuan) soll als illegal praktizierender Arzt und Heilpraktiker 146 Menschen getötet haben.

## Leben
Hu Wanlin wurde in Mianyang in der Provinz Sichuan geboren, wo er die Grundschule besuchte, hatte aber weder eine weiterführende Schule besucht noch eine Berufsausbildung erhalten.
1980 wurde er wegen Mordes, Betrugs, Entführung und Menschenhandels inhaftiert. Im Gefängnis fing er an, als Arzt zu praktizieren. 1997 wurde er in einem Berufungsverfahren freigesprochen. Nach seiner Entlassung praktizierte er weiterhin  illegal als Arzt in zwei nördlichen Provinzen, bis es 1998 zum Verbot durch die lokalen Behörden kam. Anschließend ging er nach Henan, eine der zentralen Provinzen Chinas.
Bei Hus Behandlungen starben 146 Menschen an seinen pflanzlichen Zubereitungen, die nachweisbar hohe Konzentrationen an Natriumsulfat enthielten, das in großen Mengen giftig ist. Am 18. Januar 1999 wurde er in Shangqiu unter dem Verdacht festgenommen, den Tod von rund 150 Menschen verursacht zu haben. Die Anklage lautete nicht auf Mord, sondern nur auf unberechtigtes Ausüben des Arztberufs. Er wurde am 1. Oktober 2000 zu 15 Jahren Gefängnis, Entzug der bürgerlichen Ehrenrechte (Wahlrecht) für fünf Jahre und einer Geldstrafe von 150.000 Chinesischen Yuan verurteilt.

## Folgen
Der Fall Hu Wanlin lenkte die Aufmerksamkeit in China auf die verbreitete ärztliche Tätigkeit von Personen ohne medizinische Ausbildung. Daraufhin wurde von der Regierung ein Zulassungsverfahren für Ärzte eingerichtet. 1999 absolvierten 300.000 Personen erstmals in China ein entsprechendes amtliches Examen.